# シンチン
シンチン（Syntin）は、分子式 C10H16 の炭化水素で、ロケット燃料として使用された。

## 立体異性体
シンチンは分子の中央に位置するシクロプロパン環に2つのキラル中心が存在し、以下の立体異性体を持つ。

## ロケット燃料としての物性
上記のようにシンチンには複数の立体異性体が存在するものの、ロケット燃料としては分離することなく混合物のまま使用される。沸点は158 °Cである。
分子内に歪んだシクロプロパン環を3つ持つことに起因して、生成熱は ΔfH°(l)=133kJ/mol (980kJ/kg、異性体混合物の平均）と大きく、燃焼時の発生エネルギーが大きい。そのため、RP-1などの炭化水素系燃料と比較して燃焼熱が多いという利点がある。また、密度は0.851 g/mLと炭化水素系燃料と比較して高密度である上に、粘度が低いという特性も持つ。

## 歴史
シンチンはソビエト連邦およびロシアにおいて、1980年代から1990年代にかけてソユーズU2ロケットの燃料として使われた。ソビエト連邦では1960年代に初めて合成され、1970年代に大量生産されるようになった。5-ヒドロキシペンタナールから多段階の反応を経て合成される。
しかし、ソビエト連邦の崩壊後、シンチンは製造コストが高価なことから生産中止となった。